# Poveste de iarnă
 Poveste de iarnă  (în original,  The Winter's Tale ) este o piesă de teatru de William Shakespeare, scrisă probabil în 1610, dar publicată prima dată doar în ediția First Folio din 1623, după decesul dramaturgului, survenit în 1616.
Deși atunci, în First Folio, piesa fusese inclusă printre comedii, mulți editori moderni au recaracterizat piesa ca una din ultimele piese romantice ale dramaturgului. Chiar mai mult, unii critici shakespeare-ni consideră piesa ca fiind una din piesele-problemă ale Bardului intrucât primele trei acte (din cele cinci) sunt pline de momente de dramă psihologică, în timp ce ultimele două acte sunt comice și „fericite,” chiar furnizând un sfârșit fericit.
Titlul initial al piesei, Winter's Tale, este cel care se presupune a fi fost dat în original de celebrul dramaturg englez.

## Personaje
- Regele Leontes, al Siciliei
- Mamillio, fiul lui Leontes
- Camillo, lord sicilian
- Antigonus, lord sicilian
- Dios, lord sicilian
- Cleomentes, lord sicilian
- Regele Polixenes, al Boemiei
- Florizel, fiul lui Polixenes
- Archidonus, lord boemian
- Tatăl fermier al Perditei
- Clowen, fiul lui
- Autolycus
- Time,ca Chorus
- Regina Hermione, a Siciliei
- Perdita, fiica lui Leontes si a lui Hermione
- Paulina, sotia lui Antigonus
- Emilia, sclava credincioasă a lui Hermione
- Mopsa
- Dorcoi